# Musée Maria Callas
Le Musée Maria-Callas est un musée biographique dédié à la soprano grecque, Maria Callas. Il est situé dans le centre d'Athènes et a été inauguré le 26 octobre 2023.

## Histoire
En 2000, la municipalité d'Athènes participe à une vente aux enchères des objets personnels de Maria Callas, inaugurant ainsi une collection concernant la soprano et ayant comme première perspective la création d'une exposition pertinente dans le contexte des Jeux olympiques d'été de 2004. En 2010, la municipalité achète un bâtiment néoclassique de trois étages de l'entre-deux-guerres, au 44 rue Mitropoleos, pour 7 millions d'euros.  
Trois ans plus tard, un projet antérieur visant à abriter un musée du théâtre dans le bâtiment a échoué et c'est ainsi qu'est née l'idée d'y déplacer la collection Callas. L'étude muséologique pertinente d'Erato Koutsoudakis, Andromachis Gazis et Alexandros Harkiolakis, est présentée pour la première fois en 2014. Finalement, le musée Maria Callas est inauguré une décennie plus tard, le 26 octobre 2023. Pour la période 2023-2028, son administration est confiée au conseil d'administration de Technopolis de la municipalité d'Athènes. 

## Collections
Le musée comprend de nombreux objets personnels, costumes d'opéra et vêtements personnels d’haute couture, certains créés par le créateur de mode Biki. Selon l'une des concepteurs du musée, architecte et muséologue Erato Koutsoudakis, la collection du musée n'est pas son atout le plus fort ,; ses expositions ont été conçues en fonction de la personnalité de Callas et incluent sa voix chantée et ses interviews.

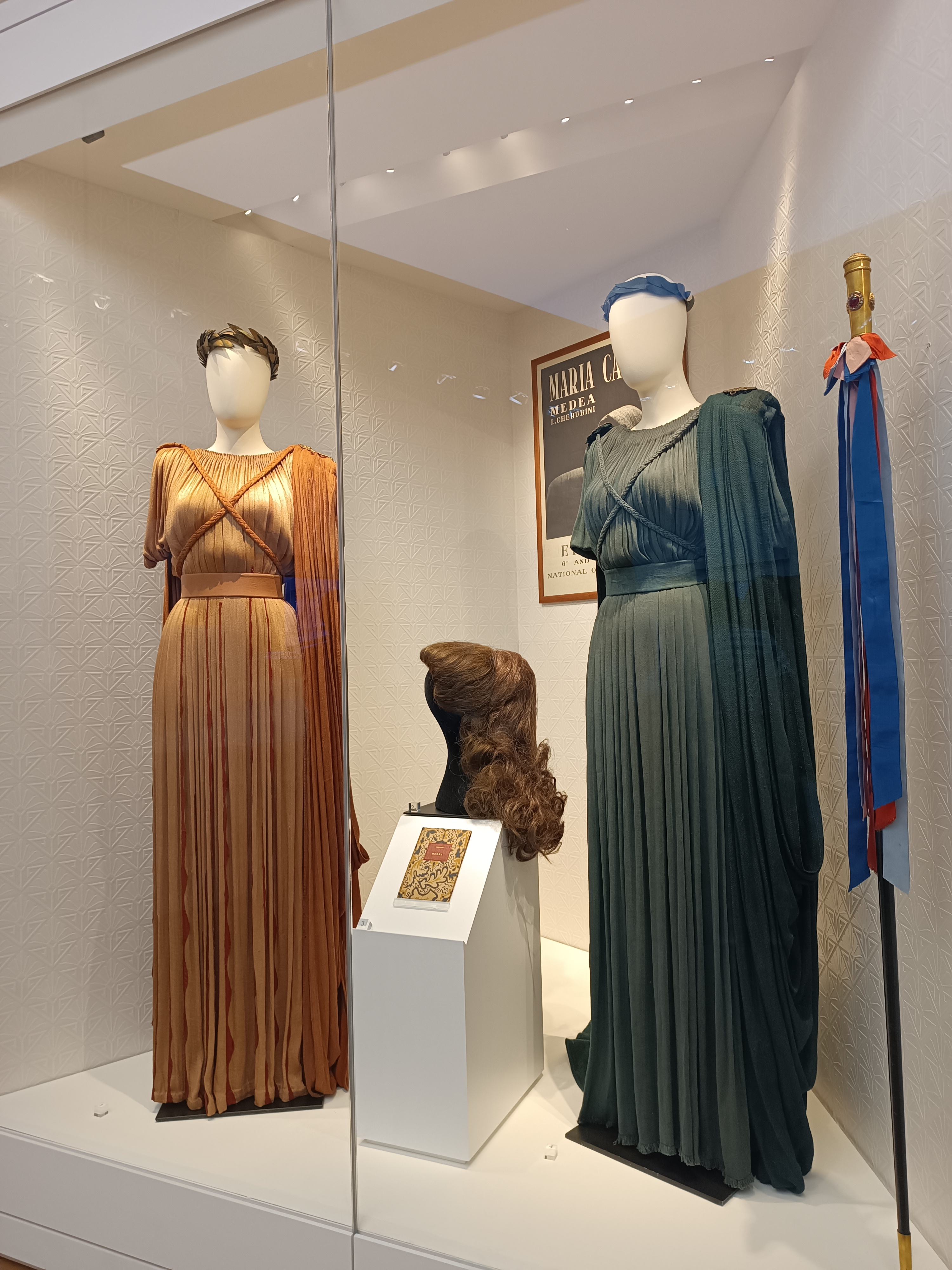
De gauche à droite : costume de Norma en 1960 à Epidaure, perruque de Médée à Epidaure en 1961 et rare édition d'extraits des textes musicaux de la pièce de 1909, costume de Norma en 1960 à Epidaure et canne-thyrse de Tosca à Gênes en mars 1954.
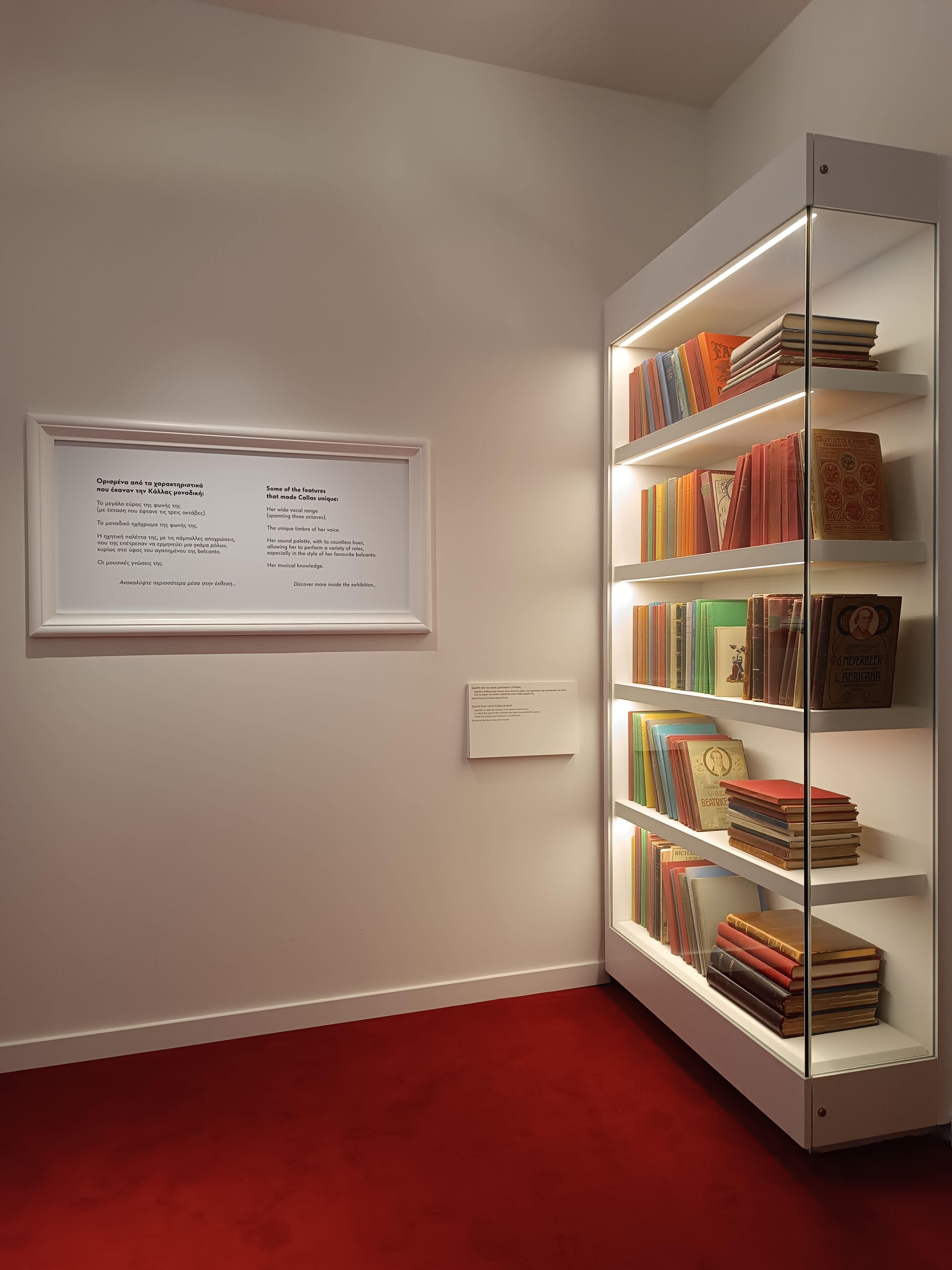
Collection de partitions reliées en cuir de Callas. Les partitions sont du type «spartito», c'est-à-dire qu'il s'agit d'arrangements d'œuvres d'opéra pour piano et voix, à partir desquels l'opéra est étudié par les solistes.
Livret scolaire commémoratif de Mary Anna Callas (plus tard Marianna Kalogeropoulou et, enfin, Maria Callas). Il est daté du 28 janvier 1937, quelques mois avant son départ des  États-Unis pour Athènes en mai 1937. Comme indiqué, son école était la Manhattan Public School 189.
Plaque commémorant l'attribution du titre de membre à vie du  Dallas Civic Opera (maintenant connu sous le nom de Opéra de Dallas) à Callas. Daté du 12 septembre 1968.